# Panagrellus dorsobidentata
Panagrellus dorsobidentata är en rundmaskart. Panagrellus dorsobidentata ingår i släktet Panagrellus och familjen Panagrolaimidae. Inga underarter finns listade i Catalogue of Life.